# Christianne Gout
Christianne Gout (* Mai 1973 in Mexiko-Stadt) ist eine mexikanische Tänzerin und Schauspielerin.

## Leben und Wirken
Die Enkelin der deutschen Schauspielerin Christiane Grautoff erhielt eine Tanzausbildung, ehe sie 1996 für eine venezolanische Telenovela erstmals vor die Kamera geholt wurde. Anschließend gelang Christianne Gout noch im selben Jahr der Durchbruch in der mexikanischen Telenovela „Nada personal“. Nach einigen weiteren Rollen bei Film und Fernsehen landete sie zum Jahresbeginn 2000 einen Erfolg mit dem im Vorjahr entstandenen Kinofilm Salsa & Amor. Trotz oder gerade wegen der auch international großen Resonanz dieses Tanzfilms verschwand Christianne Gout anschließend komplett aus dem Licht der Öffentlichkeit.

## Filmografie
- 1996: La inolvidable
- 1996: Nada personal (TV-Serie)
- 1998: Ein dreckiges Spiel (Undercurrent)
- 1998: Fibra óptica
- 1999: Acapulco H.E.A.T. (TV-Serie)
- 2000: Salsa & Amor (Salsa)